# آمبوهیماندروسو
آمبوهیماندروسو (مالاگاسی: kaominina) یک منطقهٔ مسکونی در ماداگاسکار است.